# (9532) Abramenko
(9532) Abramenko est un astéroïde de la ceinture principale.

## Description
(9532) Abramenko est un astéroïde de la ceinture principale. Il fut découvert le 7 septembre 1981 à Naoutchnyï par Lioudmila Karatchkina. Il présente une orbite caractérisée par un demi-grand axe de 2,59 UA, une excentricité de 0,18 et une inclinaison de 10,2° par rapport à l'écliptique.

## Compléments